# Liste des maires de Loudéac
La liste des maires de Loudéac présente la liste des maires de la commune française de Loudéac, située dans le département des Côtes-d'Armor en région Bretagne.

## Liste des maires

### Entre 1790 et 1944
| Période       | Période        | Identité                            | Étiquette      | Qualité |
| ------------- | -------------- | ----------------------------------- | -------------- | --- |
| 1789          | 1790           | Martin Dubois de Kerphilippe        |                | Avocat, premier juge de police |
| 1790          | 1791           | François Raffray                    |                | |
| 1791          | 1792           | Jean François Tresvaux du Fraval    |                | Procureur |
| 1792          | 1795           | François Quéro de Brangolo          |                | Marchand de toiles |
| 1795          | 1799           | Jules Quérangal                     |                | Propriétaire |
| 1799          | 1799           | Vincent Lansard                     |                | Sénéchal, notaire, procureur |
| 1799          | 1800           | Gabriel Antoine Mahé de la Villeglé |                | Receveur des devoirs de Bretagne |
| 1800          | 1801           | Joseph Antoine Édy                  |                | Avocat à la Cour |
| 1801          | 1802           | Olivier Marie Robin Morhéry         |                | Négociant |
| 1802          | 1815           | Gabriel Antoine Mahé de la Villeglé |                | Receveur des devoirs de Bretagne |
| 1815          | 1830           | Henry le Héran                      |                | Négociant |
| 1830          | 1835           | Jean Marie Daniel                   |                | Avoué |
| 1835          | 1849           | Charles Lansard                     |                | Médecin |
| 1849          | 1860           | Michel Connan                       |                | Propriétaire Conseiller général de Loudéac (1852 → 1864) |
| 1860          | 1877           | Julien Martin                       |                | Avoué |
| 1877          | 1881           | Joseph Le Vacon                     |                | Avoué |
| 1881          | 1882           | Auguste Ragot                       |                | Négociant en grains |
| 1882          | 1896           | Francis Boscher Delangle            |                | Avocat Conseiller général de Loudéac (1880 → 1886 et 1892 → 1898)                                                                                              |
| 1896          | 1902           | Émile Robin                         |                | Médecin |
| 1902          | mai 1908       | Joseph Gicquel                      |                | Retraité des Ponts et Chaussées |
| mai 1908      | 1917           | Louis-Marie Turmel,                 | Rad.           | Avoué et avocat au barreau de Loudéac Député des Côtes-du-Nord (Guingamp-2) (1910 → 1919) Conseiller général de Loudéac (1904 → 1919)                          |
| 1917          | décembre 1919  | Jean Baptiste Leroux                |                | Cultivateur |
| décembre 1919 | mai 1925       | Georges Radiguer                    | Républicain    | Avoué à Loudéac |
| mai 1925      | 3 octobre 1942 | Henri Le Vézouët                    | Rép.G Rad.ind. | Vétérinaire Député des Côtes-du-Nord (1928 → 1936) Conseiller général de Loudéac (1919 → 1940) Ancien conseiller d'arrondissement (1907 → 1919) Démissionnaire |
| 1942          | 1944           | Victor Étienne                      |                | Cultivateur, ancien adjoint au maire Ancien conseiller d'arrondissement (1925 → 1940)                                                                          |

### Depuis 1944
Depuis la Libération, huit maires se sont succédé à la tête de la commune.
| Période           | Période                    | Identité                    | Étiquette              | Qualité |
| ----------------- | -------------------------- | --------------------------- | ---------------------- | --- |
| 1944              | 1944                       | Joseph Chapron (1882-1954)  |                        | Instituteur et directeur d'école, éditeur |
| 15 septembre 1944 | 18 mai 1945                | Henri Le Vézouët            |                        | Vétérinaire Ancien député des Côtes-du-Nord (1928 → 1936) |
| 18 mai 1945       | 21 décembre 1955           | Henri Cordier               | RPF puis CNI           | Contrôleur des contributions directes puis négociant Sénateur des Côtes-du-Nord (1948 → 1959) Conseiller général de Loudéac (1949 → 1961) Maire honoraire (1960) Démissionnaire pour raison de santé                                                                   |
| 21 décembre 1955  | 17 septembre 1979          | Pierre Étienne, (1904-1996) | DVD                    | Chirurgien hospitalier Conseiller général de Loudéac (1967 → 1985) Conseiller régional (1973 → 1976) Maire honoraire Démissionnaire |
| 17 septembre 1979 | 17 mars 1989               | Yves Ropers (1925-2001)     | DVD                    | Ancien directeur de la société Duquesne-Purina |
| 17 mars 1989      | 18 mars 2001               | Didier Chouat               | PS                     | Professeur d'histoire-géographie retraité Député des Côtes-du-Nord puis d'Armor (3e circ.) (1981 → 1993 et 1997 → 2002) Conseiller général de Loudéac (1985 → 1992) Vice-président du conseil général (1985 → 1992) Conseiller municipal de Saint-Brieuc (1977 → 1983) |
| 18 mars 2001      | 3 juillet 2016             | Gérard Huet, (1947- )       | DVD                    | Professeur d'histoire-géographie et de gallo Conseiller général de Loudéac (2004 → 2015) Vice-président du CIDERAL (? → 2016) |
| 3 juillet 2016,   | En cours (au 13 juin 2020) | Bruno Le Bescaut (1963- )   | DVG puis LREM-RE (TdP) | Directeur de site industriel Vice-président de la CC Loudéac Communauté − Bretagne Centre (2017 → ) |

## Conseil municipal actuel
Les 29 sièges composant le conseil municipal ont été pourvus le 15 mars 2020 lors du premier tour de scrutin. Actuellement, il est réparti comme suit : 
| 1re                        | Valérie Videlo-Ruffault * | Urbanisme, habitat, affaires foncières et développement durable                              |
| 2e                         | Daniel Coguic *           | Affaires sociales, santé, solidarités, personnes âgées et personnes en situation de handicap |
| 3e                         | Evelyne Boscher *         | Affaires scolaires, formation et mobilité                                                    |
| 4e                         | Philippe Presse *         | Travaux et environnement, ERP et représentant ordures ménagères                              |
| 5e                         | Nadine Ollitrault *       | Enfance, jeunesse, petite enfance et vie associative                                         |
| 6e                         | Jean-Michel Scouarnec *   | État-civil, finances, RH, économie, nouvelles technologies et marché public                  |
| 7e                         | Gwenaëlle Kervella *      | Culture, communication et tourisme                                                           |
| 8e                         | Jean-Luc Blanchard        | Sports, prévention, tranquillité publique et sécurité                                        |
| * Conseiller communautaire |                           |                                                                                              |

## Résultats des élections municipales

### Élection municipale de 2020
|                           | Bruno Le Bescaut * | LREM           | 2 361 | 62,16  | 24 | 11 |
| #Loudéac avance avec vous |                    |                | 2 361 | 62,16  | 24 | 11 |
|                           | Christophe Le Ho   | LR-DVD         | 1 437 | 37,83  | 5  | 2  |
| Loudéac autrement         |                    |                | 1 437 | 37,83  | 5  | 2  |
|                           |                    |                |       |        |    |    |
| Inscrits                  | Inscrits           | Inscrits       | 7 204 | 100,00 |    |    |
| Abstentions               | Abstentions        | Abstentions    | 3 295 | 45,74  |    |    |
| Votants                   | Votants            | Votants        | 3 909 | 54,26  |    |    |
| Blancs et nuls            | Blancs et nuls     | Blancs et nuls | 111   | 2,84   |    |    |
| Exprimés                  | Exprimés           | Exprimés       | 3 798 | 97,16  |    |    |
| * Liste du maire sortant  |                    |                |       |        |    |    |

### Élection municipale partielle de 2016
| Tête de liste                             | Tête de liste      | Liste          | Premier tour | Premier tour | Second tour | Second tour | Sièges | Sièges |
| Tête de liste                             | Tête de liste      | Liste          | Voix         | %            | Voix        | %           | CM     | CC     |
| ----------------------------------------- | ------------------ | -------------- | ------------ | ------------ | ----------- | ----------- | ------ | ------ |
|                                           | Christophe Le Ho   | DVD-LR         | 1 599        | 36,32        | 1 658       | 35,49       | 5      | 2      |
| Œuvrons toujours pour l'avenir de Loudéac |                    |                | 1 599        | 36,32        | 1 658       | 35,49       | 5      | 2      |
|                                           | Bruno Le Bescaut   | DVG            | 1 408        | 31,98        | 1 669       | 35,72       | 20     | 9      |
| Un nouvel élan pour Loudéac               |                    |                | 1 408        | 31,98        | 1 669       | 35,72       | 20     | 9      |
|                                           | Florent Franckaërt | DVD            | 1 396        | 31,71        | 1 347       | 28,83       | 4      | 2      |
| Agir ensemble pour Loudéac                |                    |                | 1 396        | 31,71        | 1 347       | 28,83       | 4      | 2      |
|                                           |                    |                |              |              |             |             |        |        |
| Inscrits                                  | Inscrits           | Inscrits       | 7 338        | 100,00       | 7 329       | 100,00      |        |        |
| Abstentions                               | Abstentions        | Abstentions    | 2 819        | 38,42        | 2 577       | 35,16       |        |        |
| Votants                                   | Votants            | Votants        | 4 519        | 61,58        | 4 752       | 64,84       |        |        |
| Blancs et nuls                            | Blancs et nuls     | Blancs et nuls | 116          | 2,57         | 80          | 1,68        |        |        |
| Exprimés                                  | Exprimés           | Exprimés       | 4 403        | 97,43        | 4 672       | 98,31       |        |        |

### Élection municipale de 2014
|                                          | Gérard Huet *    | DVD            | 2 850 | 55,35  | 23 | 12 |  |  |
| Loudeac 2014-2020 avec vous et pour vous |                  |                | 2 850 | 55,35  | 23 | 12 |  |  |
|                                          | Jean-Paul Duault | DVG            | 2 299 | 44,64  | 6  | 3  |  |  |
| Rassemblement pour Loudeac               |                  |                | 2 299 | 44,64  | 6  | 3  |  |  |
|                                          |                  |                |       |        |    |    |  |  |
| Inscrits                                 | Inscrits         | Inscrits       | 7 322 | 100,00 |    |    |  |  |
| Abstentions                              | Abstentions      | Abstentions    | 2 003 | 27,36  |    |    |  |  |
| Votants                                  | Votants          | Votants        | 5 319 | 72,64  |    |    |  |  |
| Blancs et nuls                           | Blancs et nuls   | Blancs et nuls | 170   | 3,20   |    |    |  |  |
| Exprimés                                 | Exprimés         | Exprimés       | 5 149 | 96,80  |    |    |  |  |
| * Liste du maire sortant                 |                  |                |       |        |    |    |  |  |

### Élection municipale de 2008
|                                             | Gérard Huet *  | DVD-UMP                | 2 818 | 52,85  | 22 |  |  |  |
| Loudéac avec vous, continuons le changement |                |                        | 2 818 | 52,85  | 22 |  |  |  |
|                                             | Robert Rault   | PS-PCF-LV-PRG-UDB (UG) | 2 514 | 47,15  | 7  |  |  |  |
| Loudéac réussir ensemble                    |                |                        | 2 514 | 47,15  | 7  |  |  |  |
|                                             |                |                        |       |        |    |  |  |  |
| Inscrits                                    | Inscrits       | Inscrits               | 7 288 | 100,00 |    |  |  |  |
| Abstentions                                 | Abstentions    | Abstentions            | 1 745 | 23,94  |    |  |  |  |
| Votants                                     | Votants        | Votants                | 5 443 | 76,06  |    |  |  |  |
| Blancs et nuls                              | Blancs et nuls | Blancs et nuls         | 211   | 3,81   |    |  |  |  |
| Exprimés                                    | Exprimés       | Exprimés               | 5 332 | 96,19  |    |  |  |  |
| * Liste du maire sortant                    |                |                        |       |        |    |  |  |  |

### Élection municipale de 2001
|                           | Gérard Huet     | Centre gauche  | 2 405 | 56,27  | 23 |  |  |  |
| Loudéac renouveau         |                 |                | 2 405 | 56,27  | 23 |  |  |  |
|                           | Didier Chouat * | PS             | 1 869 | 43,73  | 6  |  |  |  |
| Loudéac nouveaux horizons |                 |                | 1 869 | 43,73  | 6  |  |  |  |
|                           |                 |                |       |        |    |  |  |  |
| Inscrits                  | Inscrits        | Inscrits       | 7 117 | 100,00 |    |  |  |  |
| Abstentions               | Abstentions     | Abstentions    | 2 241 | 31,49  |    |  |  |  |
| Votants                   | Votants         | Votants        | 4 876 | 68,51  |    |  |  |  |
| Blancs ou nuls            | Blancs ou nuls  | Blancs ou nuls | 602   | 12,35  |    |  |  |  |
| Exprimés                  | Exprimés        | Exprimés       | 4 274 | 87,65  |    |  |  |  |
| * Liste du maire sortant  |                 |                |       |        |    |  |  |  |

### Élection municipale de 1995
|                                | Didier Chouat * | PS             | 3 302 | 60,89  | 24 |  |  |  |
| Loudéac en marche              |                 |                | 3 302 | 60,89  | 24 |  |  |  |
|                                | Pierre Étienne  | DVD            | 2 121 | 39,11  | 5  |  |  |  |
| Loudéac au cœur de la Bretagne |                 |                | 2 121 | 39,11  | 5  |  |  |  |
|                                |                 |                |       |        |    |  |  |  |
| Inscrits                       | Inscrits        | Inscrits       | 7 200 | 100,00 |    |  |  |  |
| Abstentions                    | Abstentions     | Abstentions    | 1 544 | 21,44  |    |  |  |  |
| Votants                        | Votants         | Votants        | 5 656 | 78,56  |    |  |  |  |
| Blancs ou nuls                 | Blancs ou nuls  | Blancs ou nuls | 233   | 4,12   |    |  |  |  |
| Exprimés                       | Exprimés        | Exprimés       | 5 423 | 95,88  |    |  |  |  |
| * Liste du maire sortant       |                 |                |       |        |    |  |  |  |

### Élection municipale de 1989
|                                                                | Didier Chouat * | PS          | 3 368 | 62,58  | 24 |  |  |  |
| Loudéac 1989                                                   |                 |             | 3 368 | 62,58  | 24 |  |  |  |
|                                                                | André Morcel    | UDF-RPR     | 2 014 | 37,42  | 5  |  |  |  |
| Liste d'union pour l'expansion économique, sociale, culturelle |                 |             | 2 014 | 37,42  | 5  |  |  |  |
|                                                                |                 |             |       |        |    |  |  |  |
| Inscrits                                                       | Inscrits        | Inscrits    | 6 878 | 100,00 |    |  |  |  |
| Abstentions                                                    | Abstentions     | Abstentions | 1 268 | 18,43  |    |  |  |  |
| Votants                                                        | Votants         | Votants     | 5 610 | 81,56  |    |  |  |  |
| Nuls                                                           | Nuls            | Nuls        | 228   | 3,31   |    |  |  |  |
| Exprimés                                                       | Exprimés        | Exprimés    | 5 382 | 78,25  |    |  |  |  |

### Élection municipale de 1983
|                          | Yves Ropers * | DVD         | 2 886 | 53,66  | 23 |  |  |  |
| Liste Ropers             |               |             | 2 886 | 53,66  | 23 |  |  |  |
|                          | Didier Chouat | PS-PCF      | 2 492 | 46,34  | 6  |  |  |  |
| Liste Chouat             |               |             | 2 492 | 46,34  | 6  |  |  |  |
|                          |               |             |       |        |    |  |  |  |
| Inscrits                 | Inscrits      | Inscrits    | 6 428 | 100,00 |    |  |  |  |
| Abstentions              | Abstentions   | Abstentions | 890   | 13,85  |    |  |  |  |
| Votants                  | Votants       | Votants     | 5 538 | 86,15  |    |  |  |  |
| Nuls                     | Nuls          | Nuls        | 160   | 2,49   |    |  |  |  |
| Exprimés                 | Exprimés      | Exprimés    | 5 378 | 83,66  |    |  |  |  |
| * Liste du maire sortant |               |             |       |        |    |  |  |  |